# Lengyelországi forgalmi rendszámok

Jelenlegi lengyel forgalmi rendszám.

2000-től az általános lengyel forgalmi rendszámok általános formája a következő: Euroband, majd egy karaktersorozat: XY NNNZZ vagy XYY NNZZ.
Lengyelország 2004. május 1-jén csatlakozott az Európai Unióhoz (EU). 2006 óta, pedig kétféle rendszám hivatalos: az egyik Lengyelország zászlajával, a másik az Európai Unió zászlajával. Előbbiből újat csak a hadsereg bocsáthat ki.

## Történelmi rendszámok

### 1956-1976 közötti sorozat

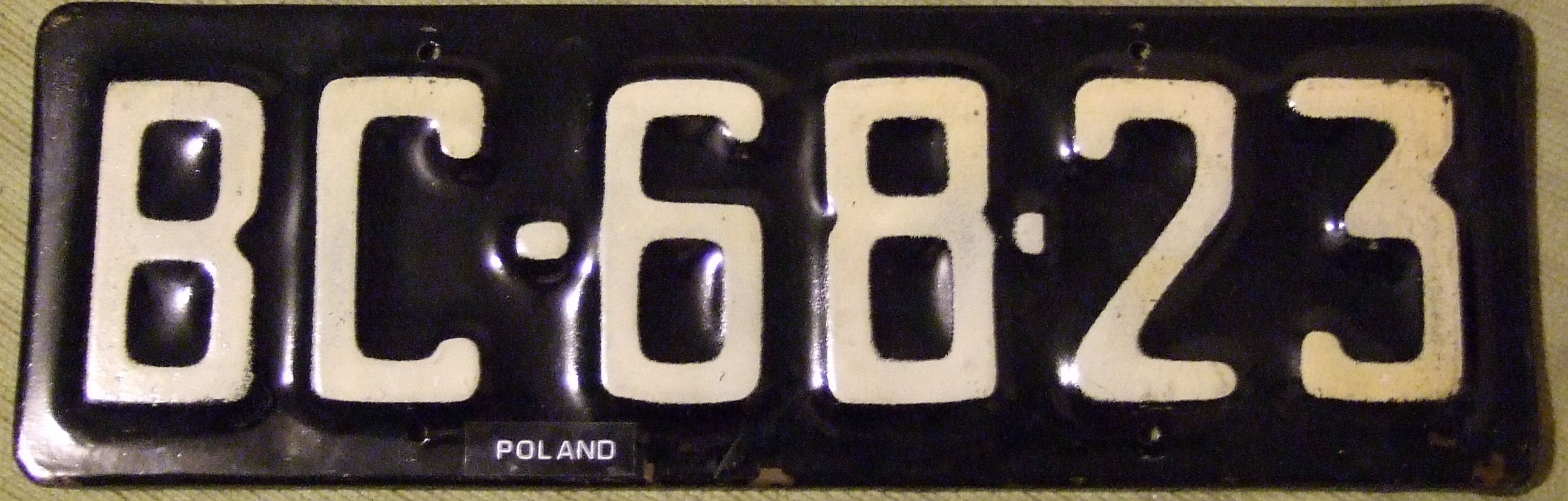
1956-1976 közötti rendszám
B = Bydgoszcz

1956. június 19-től, fekete alapon fehér karakteres, 2 betű és 4 szám kombinációja. (pl.: BC·13·24)
A betűkódolás jelentése:
- első betű – vajdaság kódja,
- második betű – járás kódja,
- számok – az adott jármű sorozatszáma.

| A vajdaságok (első betű) kódjai - 19db: - A - Białystoki vajdaság - B - Bydgoszczi vajdaság - C - Kielcei vajdaság - E - Koszalini vajdaság - F - Łodźi vajdaság - G - Gdański vajdaság - H - Opolei vajdaság - I - Łódź városa - K - Krakkói vajdaság - L - Lublini vajdaság - M - Szczecini vajdaság - O - Olsztyni vajdaság - P - Poznańi vajdaság | - R - Rzeszówi vajdaság - S - Katowicei vajdaság - T - Varsói vajdaság - W - Varsó főváros - X - Wrocławi vajdaság - Z - Zielona Górai vajdaság Különleges erők rendszámkiosztása: - Y - Városi polgárőrség - D - Katonaság - U - Katonaság (egyéb járművei) - N - Határőrség |

### 1976-2000 közötti sorozat

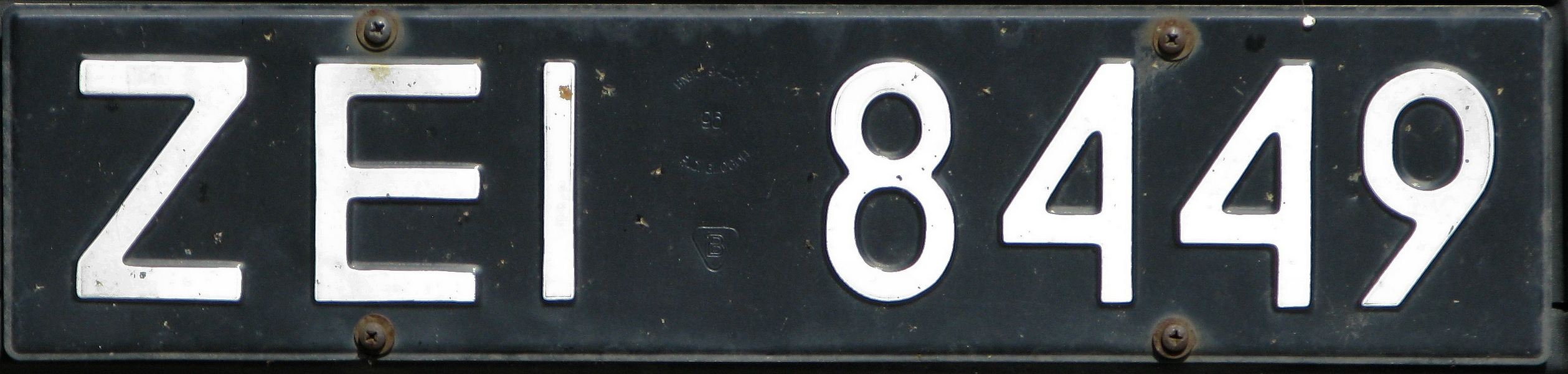
1976-2000 közötti rendszám
ZE = Zielona Góra

A sorozat rendszámai napjainkban is érvényesek. Fekete alapon fehér karakterekkel írt, Formája három betű és négy számjegy (XYZ 1234) vagy három betű, három számjegy és egy betű (XYZ 123A) volt, bár a kezdetben a végén levő betűkészletet csak nyilvános autókra használták. (pl.: GNH 3456)
A 49 "régi" vajdaság területjelölő kódjai:
- Biała Podlaska: BP, BA, BS
- Białystok: BK, BT, BI
- Bielsko-Biała: BB, BL, BO
- Bydgoszcz: BY, BG, BD, BC
- Chełm: CH, CM, CU
- Ciechanów: CI, CN, CA
- Częstochowa: CZ, CE, CO
- Elbląg: EL, EG, EB
- Gdańsk: GD, GK, GA, GN
- Gorzów Wielkopolski: GO, GW, GR
- Jelenia Góra: JG, JE, JA
- Kalisz: KL, KZ, KP
- Katowice: KA, KT, KB, KC, KD, KX
- Kielce: KI, KE, KJ
- Konin: KN, KM, KF
- Koszalin: KO, KG, KY
- Krakkó: KR, KK, KW, KV
- Krosno: KS, KU, KH
- Legnica: LG, LC, LI
- Leszno: LE, LS, LN
- Lublin: LU, LL, LB
- Łomża: LO, LM, LA
- Łódź: LD, LZ, LF, LW
- Újszandec: NS, NO, NA
- Olsztyn: OL, ON, OT
- Opole: OP, OE, OD
- Ostrołęka: OS, OK, OR
- Piła: PI, PA, PY
- Piotrków Trybunalski: PT, PK, PU
- Płock: PL, PC, PB
- Poznań: PO, PN, PZ, PW
- Przemyśl: PR, PM, PE
- Radom: RA, RO, RD
- Rzeszów: RZ, RE, RW
- Siedlce: SE, SD, ST
- Sieradz: SI, SA, SB
- Skierniewice: SK, SN, SF
- Słupsk: SL, SP, SG
- Suwałki: SU, SW, SO
- Szczecin: SZ, SC, SM
- Tarnobrzeg: TG, TB, TE
- Tarnów: TA, TN, TW
- Toruń: TO, TU, TY
- Wałbrzych: WB, WY, WH
- Varsó: WA, WS, WI, WU, WG, WF, WX, WZ, WM, WT, WP, WV
- Włocławek: WL, WK, WE
- Wrocław: WR, WO, WC, WW
- Zamość: ZA, ZM, ZC
- Zielona Góra: ZG, ZE, ZN

| Különleges erők rendszámkiosztása: - Rendőrség: M - Katonaság: U - Határőrség: HW - Belügyminisztériumi különítmény "Nadwislanskie": HC - Külföldi rendszámok (zöld háttérrel): I - Tesz rendszámok (piros háttérrel): X | Speciális rendszámok: - Diplomata rendszámok: XY 12 345, Az első két szám, az adott ország nagykövettségeket jelenti (pl. 02 - Németország), kék háttérrel. - Ideiglenes rendszámok: X 12 34 56, sárga háttérrel. |

## Jelenlegi rendszámok

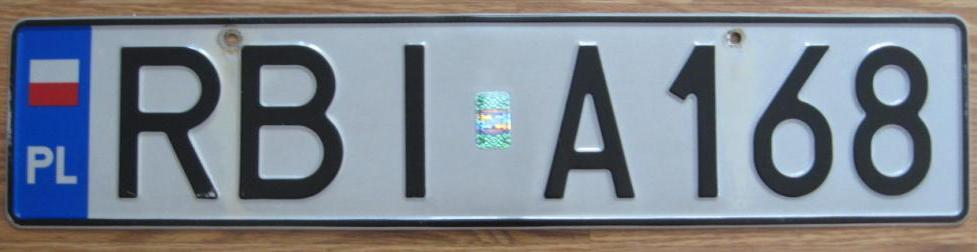
2000-es rendszám
R = Kárpátalja, BI = Bieszczady

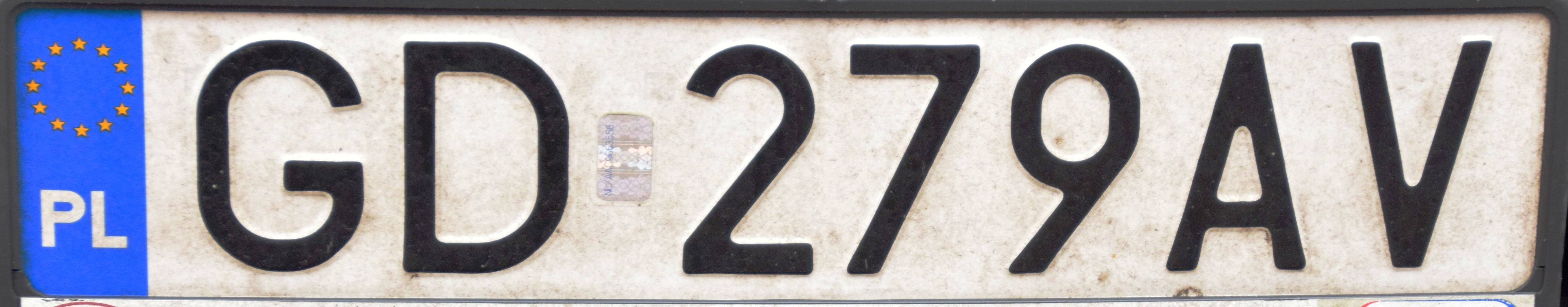
2006 utáni rendszám
G = Pomeránia, D = Gdańsk

### 2000-es sorozat
A jelenleg is használatos általános formátum XYZ 1234 vagy XY 12345, ahol az X a vajdaság betűkódja, Y-YZ egy-, vagy kétjegyű betűkód, amely a vajdaságon belüli megyét jelöli, ezt követően egy egy kis chip látható a rendszámon. A területkód utáni sorrend rendkívül változatos a lengyel rendszámokon. A sorozatszám kombinációji négy-, vagy ötjegyű betű- és számkombináció.
Méretei megfelelnek az európai szabványnak: az egysoros 520 mm * 110 mm; a kétsoros: 340 mm * 220 mm. A rendszám bal szélén egy 40 mm széles függőleges kék sávban felül az Lengyelország zászlaja, alatta fehér színnel az PL felirat is megtalálható.
A motorkerékpárok rendszáma, az autós rendszámokéhoz hasonló formátumú. A sorozatszámnál a betű- és számkombináció változó lehet, de a sorozatszám, 4 karakterű, pl.: WD*1234.
Lehetőség van személyre szabott rendszámok vásárlására is, ezeknél a sorozatszám helyén található a választott felirat, pl: XY*JERZY.

### 2006-os sorozat
2006. május 2-től kötelező jelleggel, a rendszám bal szélén lévő lengyel zászlót az Európai Unió zászlaja váltotta fel, alatta fehér színnel az PL felirat ugyanúgy megtalálható. Más paramétereiben a rendszám megegyezik az 2000-es eredetijével.

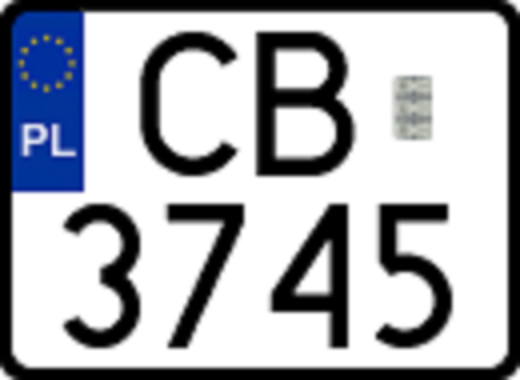
Motorrendszám
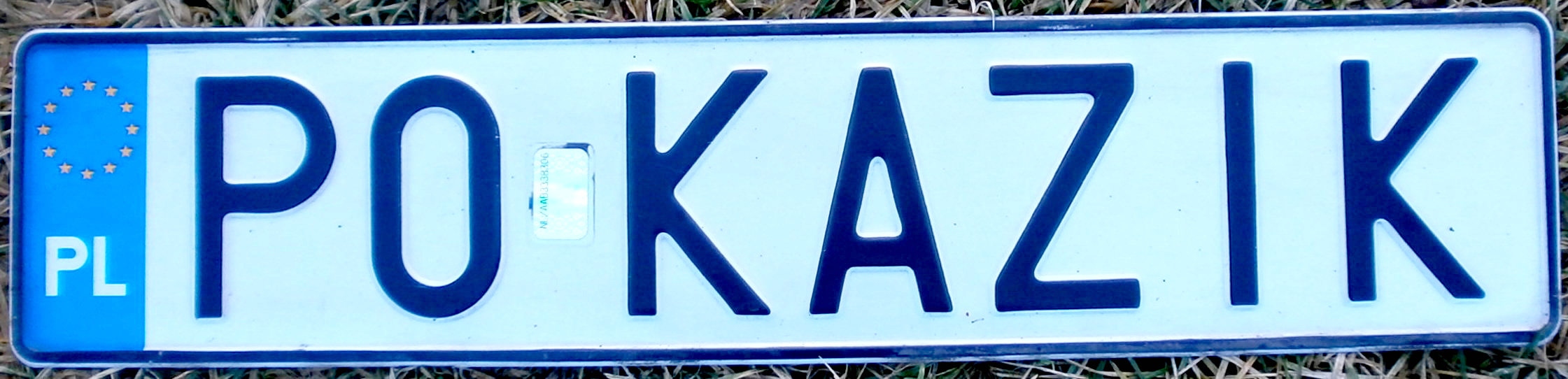
Személyre szabott rendszám

#### Területi betűkódok
A standard lengyel rendszámok chip előtti karakterei területkódok. Az első mindenképpen egy vajdaság (województwo) kódja. Az első betűt követi egy, vagy két betű, pedig az adott vajdaságon belüli járás (powiat), vagy jelentős járási jogú várost (miasto na prawach powiatu) jelölő kód. 

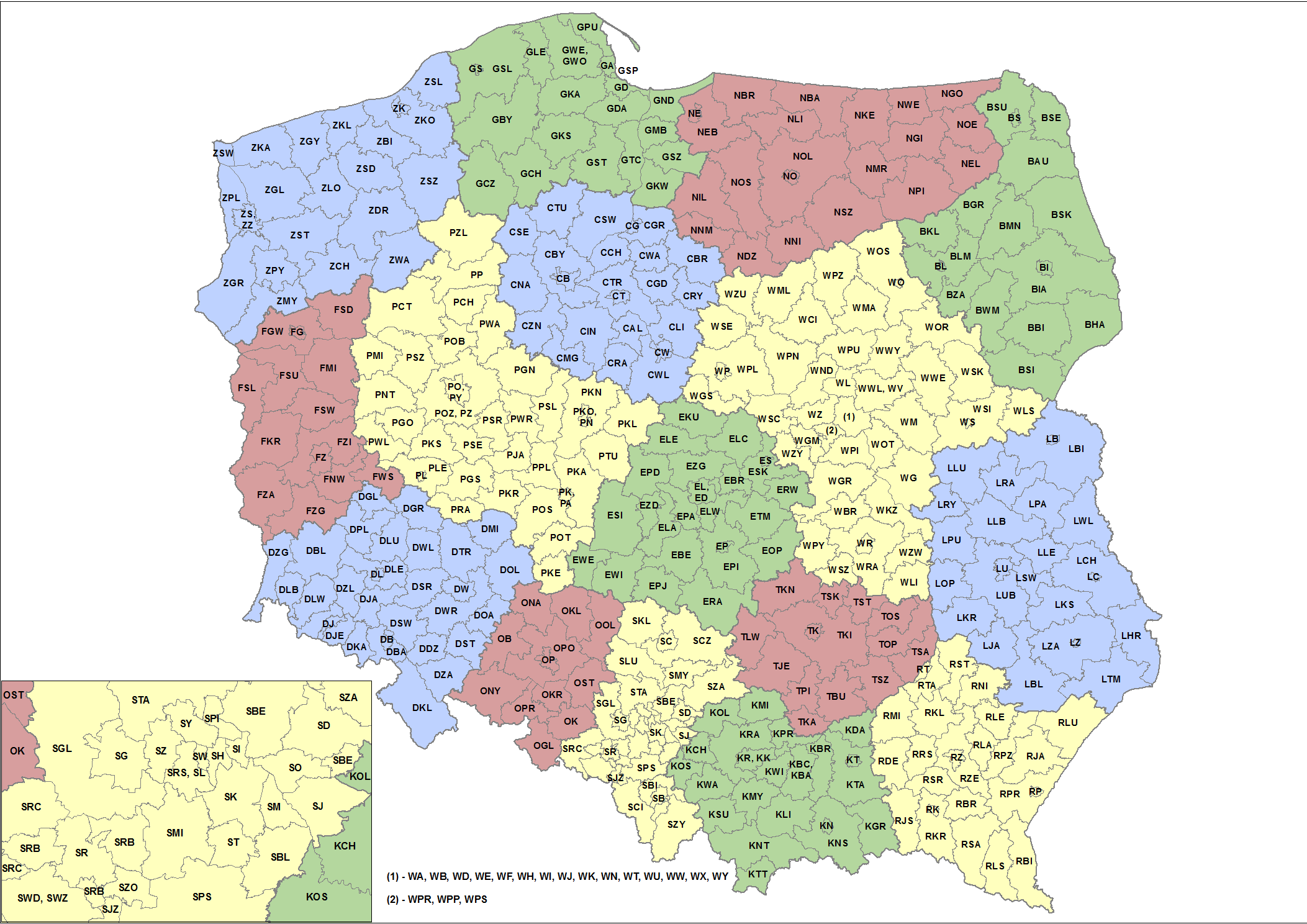
A lengyel forgalmi rendszámok betűkódjainak földrajzi helyzete

| B – Podlasie | C – Kujávia-pomeránia | D – Alsó-szilézia | E – Łódź |
| --- | --- | --- | --- |
| BAU – Augustów BBI – Bielsk Podlaski BGR – Grajewo BHA – Hajnówka BI0 – Białystok (város) BIA – Białystok (járás) BKL – Kolno BL0 – Łomża (város) BLM – Łomża (járás) BMN – Monki BS0 – Suwałki (város) BSE – Sejny BSI – Siemiatycze BSK – Sokółka BSU – Suwałki (járás) BWM – Wysokie Mazowieckie BZA – Zambrów | CAL – Aleksandrów Kujawski CB0 – Bydgoszcz (város) CBR – Brodnica CBY – Bydgoszcz (járás) CCH – Chełmno CG0 – Grudziądz (város) CGD – Golub-Dobrzyń CGR – Grudziądz (járás) CIN – Inowrocław CLI – Lipno CMG – Mogilno CNA – Nakło n. Notecią CRA – Radziejów CRY – Rypin CSE – Sepólno Krajenskie CSW – Świecie CT0 – Toruń (város) CTR – Toruń (járás) CTU – Tuchola CW0 – Włocławek (város) CWA – Wąbrzeźno CWL – Włocławek (járás) CZN – Żnin | DB0 – Wałbrzych (város) DBA – Wałbrzych (járás) DBL – Bolesławiec DDZ – Dzierżoniów DGL – Głogów DGR – Góra DJ0 – Jelenia Góra (város) DJA – Jawor DJE – Jelenia Góra (járás) DKA – Kamienna Góra DKL – Kłodzko DL0 – Legnica (város) DLB – Lubań DLE – Legnica (járás) DLU – Lubin DLW – Lwówek Śląski DMI – Milicz DOA – Oława DOL – Oleśnica DPL – Polkowice DSR – Środa Śląska DST – Strzelin DSW – Świdnica DTR – Trzebnica DW0 – Wrocław (város) DWL – Wołów DWR – Wrocław (járás) DZA – Ząbkowice Śląskie DZG – Zgorzelec DZL – Złotoryja | EBE – Bełchatów EBR – Brzeziny EKU – Kutno EL0 – Łódź (város) ELA – Łask ELC – Łowicz ELE – Łęczyca ELW – Łódź-nyugat EOP – Opoczno EP0 – Piotrków Trybunalski (város) EPA – Pabianice EPD – Poddębice EPI – Piotrków Trybunalski (járás) EPJ – Pajęczno ERA – Radomsko ERW – Rawa Mazowiecka ES0 – Skierniewice (város) ESI – Sieradz ESK – Skierniewice (járás) ETM – Tomaszów Mazowiecki EWE – Wieruszów EWI – Wieluń EZD – Zduńska Wola EZG – Zgierz |

| F – Lubus | G – Alsó-szilézia | K – Kis-lengyelország | L – Lublin |
| --- | --- | --- | --- |
| FG0 – Gorzów Wielkopolski (város) FGW – Gorzów Wielkopolski (járás) FKR – Krosno Odrzańskie FMI – Międzyrzecz FNW – Nowa Sól FSD – Strzelce Kraj. – Drezdenko FSL – Słubice FSU – Sulęcin FSW – Świebodzin FWS – Wschowa FZ0 – Zielona Góra (város) FZA – Żary FZG – Żagań FZI – Zielona Góra (járás) | GA0 – Gdynia (város) GBY – Bytów GCH – Chojnice GCZ – Człuchów GD0 – Gdańsk (város) GDA – Gdańsk (Pruszcz Gdański) GKA – Kartuzy GKS – Kościerzyna GKW – Kwidzyń GLE – Lębork GMB – Malbork GND – Nowy Dwór GPU – Puck GS0 – Słupsk (város) GSL – Słupsk (járás) GSP – Sopot (város) GST – Starogard Gdański GSZ – Sztum GTC – Tczew GWE – Wejherowo | KBC – Bochnia KBR – Brzesko KCH – Chrzanów KDA – Dąbrowa Tarnowska KGR – Gorlice KLI – Limanowa KMI – Miechów KMY – Myślenice KN0 – Újszandec (város) KNS – Újszandec (járás) KNT – Nowy Targ KOL – Olkusz KOS – Oświęcim KPR – Proszowice KR, KK – Krakkó (város) KRA – Krakkó (járás) KSU – Sucha Beskidzka KT0 – Tarnów (város) KTA – Tarnów (járás) KTT – Tátra (Zakopane) KWA – Wadowice KWI – Wieliczka | LB0 – Biała Podlaska (város) LBI – Biała Podlaska (járás) LBL – Biłgoraj LC0 – Chełm (város) LCH – Chełmi járás (járás) LHR – Hrubieszów LJA – Janów Lubelski LKR – Kraśnik LKS – Krasnystaw LLB – Lubartów LLE – Łęczna LLU – Łuków LOP – Opole Lubelskie LPA – Parczew LPU – Puławy LRA – Radzyń Podlaski LRY – Ryki LSW – Świdnik LTM – Tomaszów Lubelski LU0 – Lublin (város) LUB – Lublin (járás) LWL – Włodawa LZ0 – Zamość (város) LZA – Zamość (járás) |

| N – Varmia-mazúria | O – Opole | P – Nagy-lengyelország | R – Kárpátalja |
| --- | --- | --- | -------------- |
| NBA – Bartoszyce NBR – Braniewo NDZ – Działdowo NE0 – Elbląg (város) NEB – Elbląg (járás) NEL – Ełk NGI – Giżycko NGO – Gołdap NIL – Iława NKE – Kętrzyn NLI – Lidzbark Warmiński NMR – Mrągowo NNI – Nidzica NNM – Nowe Miasto Lubawskie NO0 – Olsztyn (város) NOE – Olecko NOG – Gołdap NOL – Olsztyn (járás) NOS – Ostróda NPI – Pisz NSZ – Szczytno NWE – Węgorzewo | OB0 – Brzeg OGL – Głubczyce OK0 – Kędzierzyn-Koźle OKL – Kluczbork OKR – Krapkowice ONA – Namysłów ONY – Nysa OOL – Olesno OP0 – Opole (város) OPO – Opole (járás) OPR – Prudnik OST – Strzelce Opolskie | PCH – Chodzież PCT – Czarnków – Trzcianka PGN – Gniezno PGO – Grodzisk Wielkopolski PGS – Gostyń PJA – Jarocin PK0 – Kalisz (város) PKA – Kalisz (járás) PKE – Kępno PKL – Koło PKN – Konin (járás) PKR – Krotoszyn PKS – Kościan PL0 – Leszno (város) PLE – Leszno (járás) PMI – Międzychód PN0 – Konin (város) 0PKO – Konin (város), napjainkban PN PNT – Nowy Tomyśl PO, PY – Poznań (város) pOB – Oborniki POS – Ostrów Wielkopolski POT – Ostrzeszów P0 – Piła PPL – Pleszew PRA – Rawicz PSE – Śrem PSL – Słupca PSR – Środa Wielkopolska PSZ – Szamotuły PTU – Turek PWA – Wągrowiec PWL – Wolsztyn PWR – Września PZ0 – Poznań (járás) 0POZ – Poznań (járás), napjainkban PZ PZL – Złotów |                |

|  |

## Speciális formátumok
A normál rendszámok mellett Lengyelországban is található számos különleges, speciális rendeltetésű rendszám is, melyek a következők:

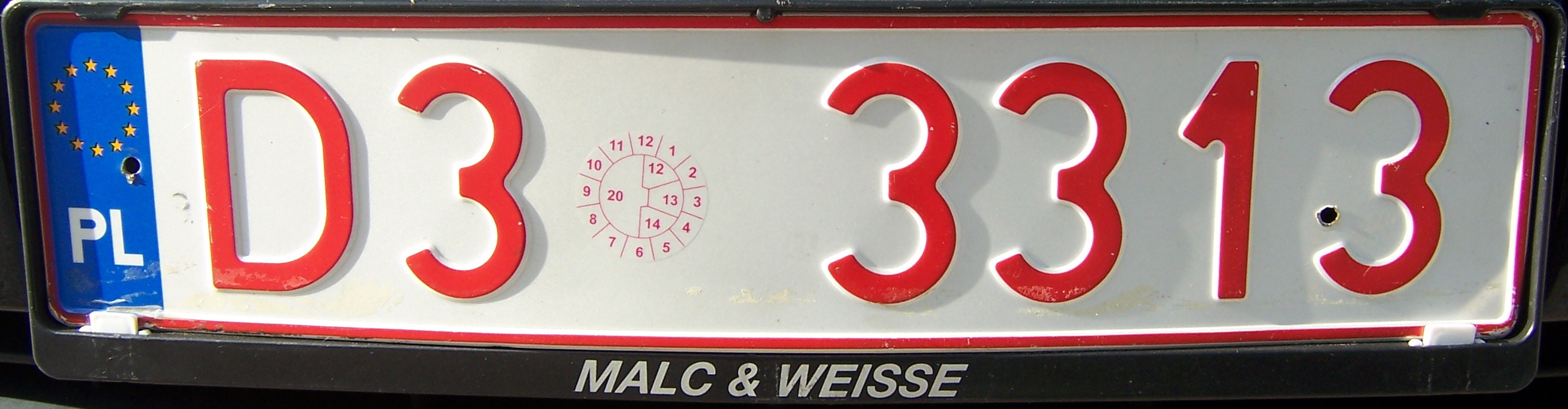
Ideiglenes rendszám

### Ideiglenes és export rendszámok
A jelenleg használt rendszámoknál a karakterek és a keret színe vörös. Az első karakter egy betű, ez a standard autókéhoz hasonló, egy vajdaság kódja. Utána egy sorozatszám következik, amely 5 karakterű. A rendszám közepén egy kör alakzat található, ez az érvényesség idejét mutatja meg. A tetszőleges karakter számjegyek, vagy az utolsó betű, pl.: X1*2345 vagy X1*234A.

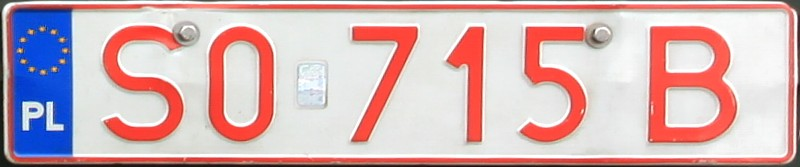
Teszt rendszám

### Teszt rendszámok
A jelenleg használt rendszámok lényegében megegyeznek a normál formátumúakkal, azzal a különbséggel, hogy a karakterek és a keret színe vörös, valamint az utolsó karakter fix B betűt (badawcza), tehát teszt üzemű autót jelent. Az autógyárak, illetve az autóipari kutatási és fejlesztési központok használják, pl.: X1*234 B.

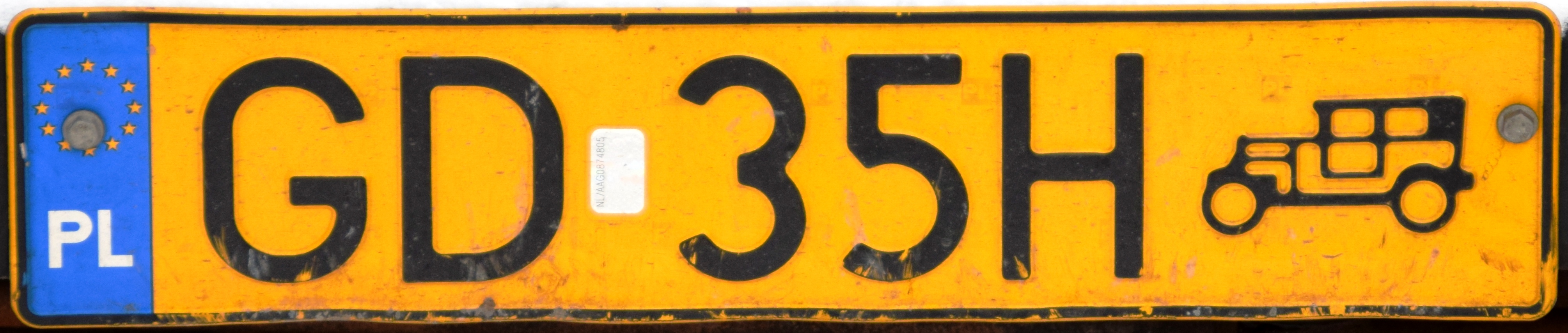
Veterán rendszám

### Veterán járművek rendszámai
A rendszám sárga alapon fekete karakterekkel írt, a standard rendszámokéhoz hasonló területkódolással rendelkezik, fekete kerettel. Az ezután következő egy- vagy két számból, és egy betűből áll, pl.: XY*12A vagy XYZ*1A. Jobb oldalán egy oldtimer autó vonalai teszik, jobban láthatóvá az ilyen rendszámot viselő autót.

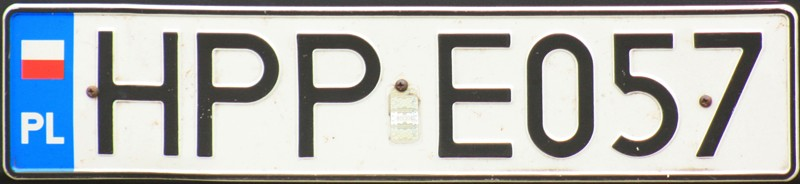
Rendőrségi rendszám

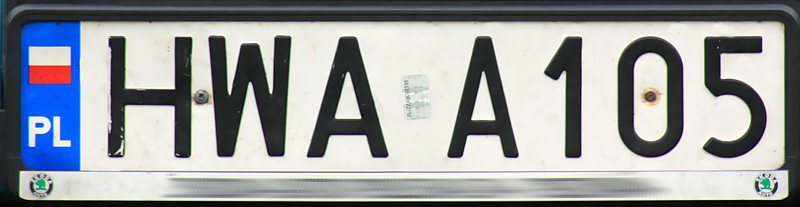
Határőr rendszám

### Belügyi rendszámok
A Belügyminisztérium által használt járművei a H-val kezdődő rendszámokat használnak a vajdasági területkód helyett. A második karakter az adott alosztályt jelenti, például a HP – rendőrség. Bármilyen szabványos latin betű a Q-n kívül is használható (ellentétben a szokásos rendszámokkal). Formátumai lehetnek: H#A B123 vagy H#A 12BC.
A belügyi betűkód a következő lehet. (Zárójelben az adott ügynökség lengyel elnevezései láthatóak.): 
- HA# – Központi Korrupcióellenes Hivatal (CBA)
- HB# – Kormányvédelmi Hivatal (SOP)
- HC# – Vám- és Kincstári Szolgálat (KAS)
- HK# – Belső Biztonsági Ügynökség és Külföldi hírszerző Ügynökség (ABW és AW)
- HM# – Katonai Ellenintézkedő Szolgálat és Katonai Hírszerző Ügynökség (SKW és SWW)
- HP# – Rendőrség (Policja)
- HW# – Határőrség (Straż Graniczna)

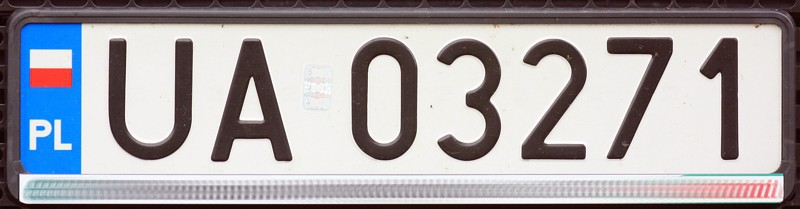
Katonai (autó) rendszáma

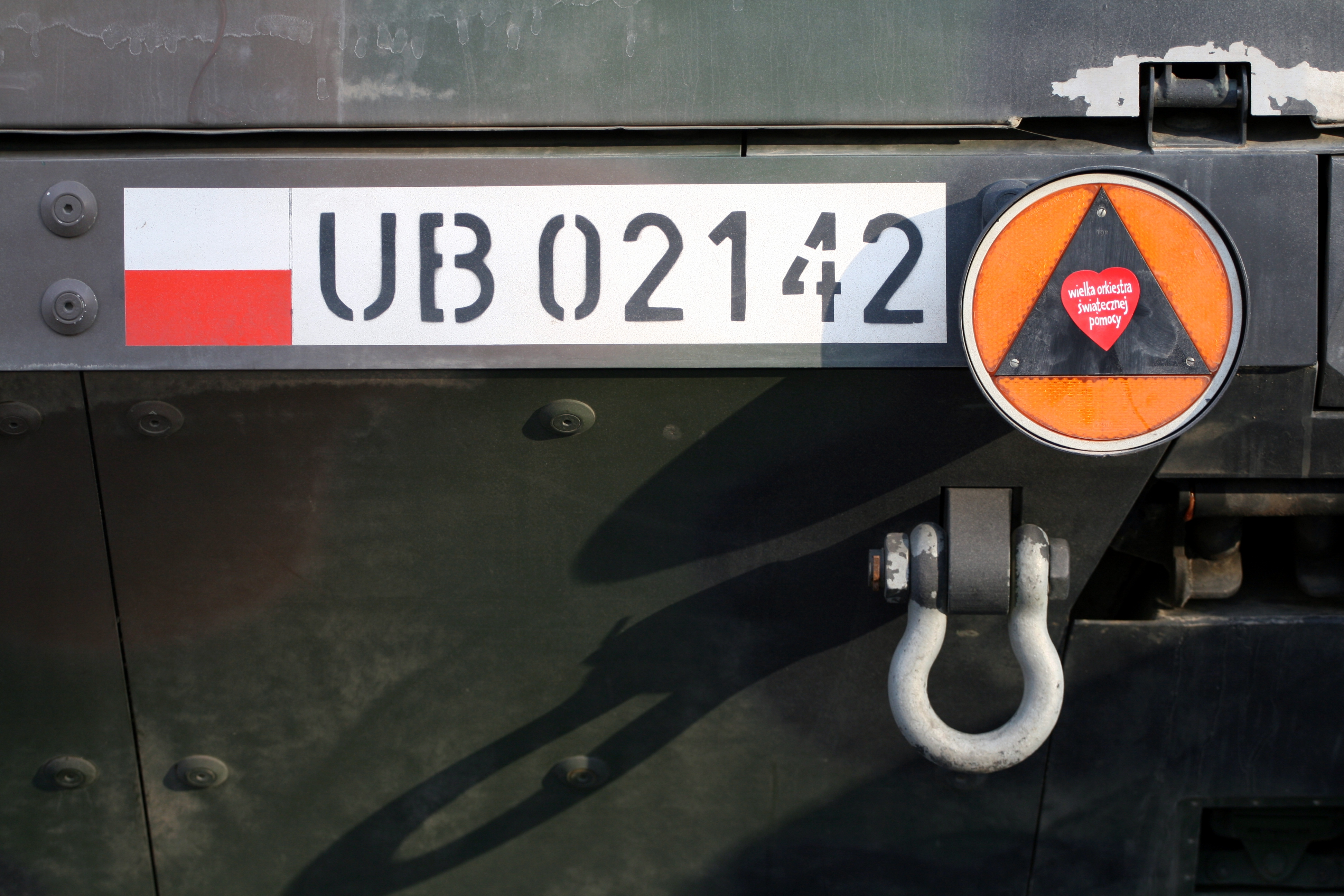
Páncélozott jármű rendszáma

### Katonai rendszámok
A Hadsereg által használt járművei a U-val kezdődő rendszámokat használnak a vajdasági területkód helyett. A második karakter az adott jármű karaktert jelzi, például a UK – motorbiciklik. A katonák nem kötelesek a szabványos rendszámtáblákat a lánctalpas járműveken, a páncélozott személygépkocsikon és a páncélozott személyszállító járműveken használni – a járműre maga is festhető, vagy matrica is lehet. Formátuma, pl.: U# 12345, U#C 1234T vagy U#K 1234.
A katonai betűkód a következő lehet: 
- UA# – Autók, offroad járművek és speciális járművek vagy terepjárók
- UB# – Páncélozott személyszállítók

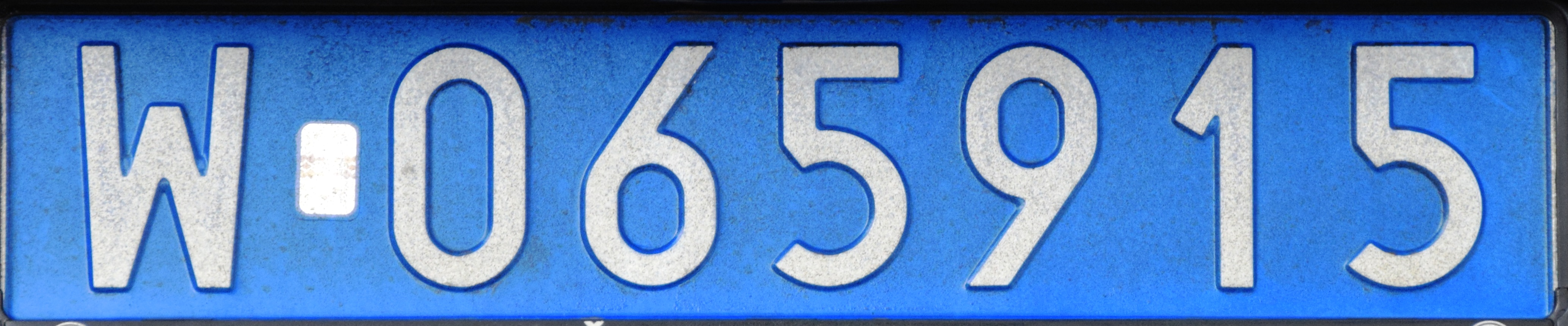
Diplomata rendszám
065 = Oroszország

- UC# – Katonai teherautók
- UD# – Buszok
- UE# – Teherautók
- UG# – Speciális teherautók
- UI# – Pótkocsik
- UJ# – Speciális pótkocsik
- UK# – Motorbiciklik

### Diplomáciai rendszámok
A rendszám kék alapon fekete karakterekkel írt. Formátuma: vajdaságkód (egy betű) – maximum jegyű számkombináció (országkód) – diplomáciai kód – majd további három szám kombinációja. Méretei megegyeznek a normál rendszáméival, az európai uniós szimbólum nem látható ezen a rendszámon, pl.: X 001987.
Diplomáciai számkódok táblázata:
| Kód | Ország             | Kód | Ország                          | Kód | Ország                  |
| --- | ------------------ | --- | ------------------------------- | --- | ----------------------- |
| 001 | USA                | 041 | Tunézia                         | 081 | Laosz                   |
| 002 | Egyesült Királyság | 042 | Thaiföld                        | 082 | Angola                  |
| 003 | Franciaország      | 043 | Venezuela                       | 083 | Ukrajna                 |
| 004 | Kanada             | 044 | Uruguay                         | 084 | EBRD                    |
| 005 | Németország        | 045 | Peru                            | 085 | Litvánia                |
| 006 | Hollandia          | 046 | Jemen                           | 086 | Fehéroroszország        |
| 007 | Olaszország        | 047 | Costa Rica                      | 087 | Lettország              |
| 008 | Ausztria           | 048 | Kongói Demokratikus Köztársaság | 088 | Horvátország            |
| 009 | Japán              | 049 | Izrael                          | 089 | Libanon                 |
| 010 | Törökország        | 050 | Nicaragua                       | 090 | Szlovénia               |
| 011 | Belgium            | 051 | Chile                           | 091 | Guatemala               |
| 012 | Dánia              | 052 | Vatikán                         | 092 | Észtország              |
| 013 | Norvégia           | 053 | Dél-Korea                       | 093 | Észak-Macedónia         |
| 014 | Görögország        | 054 | Európai Bizottság               | 094 | Moldova                 |
| 015 | Ausztrália         | 055 | Írország                        | 095 | Izrael                  |
| 016 | Algéria            | 056 | Világbank                       | 096 | Örményország            |
| 017 | Afganisztán        | 057 | IMF                             | 097 | Srí Lanka               |
| 018 | Argentína          | 058 | Fülöp-szigetek                  | 098 | Kazahsztán              |
| 019 | Brazília           | 059 | IFC                             | 099 | Szaúd-Arábia            |
| 020 | Banglades          | 060 | Dél-afrikai Köztársaság         | 100 | Grúzia                  |
| 021 | Egyiptom           | 061 | ODIHR                           | 101 | Üzbegisztán             |
| 022 | Ecuador            | 062 | Ciprus                          | 102 | UN-HABITAT              |
| 023 | Finnország         | 063 | Kuvait                          | 103 | Új-Zéland               |
| 024 | Spanyolország      | 064 | ENSZ                            | 104 | Azerbajdzsán            |
| 025 | Irak               | 065 | Oroszország                     | 105 | Máltai lovagrend        |
| 026 | Irán               | 066 | Szlovákia                       | 106 | Kambodzsa               |
| 027 | India              | 067 | Csehország                      | 107 | Frontex                 |
| 028 | Indonézia          | 068 | Bulgária                        | 108 | Luxemburg               |
| 029 | Kolumbia           | 069 | Magyarország                    | 109 | Bosznia-Hercegovina     |
| 030 | Malajzia           | 070 | Románia                         | 110 | Panama                  |
| 031 | Líbia              | 071 | Vietnám                         | 111 | Katar                   |
| 032 | Marokkó            | 072 | Szerbia                         | 112 | Málta                   |
| 033 | Mexikó             | 073 | Észak-Korea                     | 113 | Egyesült Arab Emírségek |
| 034 | Nigéria            | 074 | Kuba                            | 114 | Montenegró              |
| 035 | Pakisztán          | 075 | Albánia                         | 115 | Szenegál                |
| 036 | Portugália         | 076 | Kína                            |     |                         |
| 037 | Palesztina         | 077 | Mongólia                        |     |                         |
| 038 | Szíria             | 078 | ILO                             |     |                         |
| 039 | Svédország         | 079 | OSJD                            |     |                         |
| 040 | Svájc              | 080 | Diplomata Klub                  |     |                         |

## Külső hivatkozások
- Lengyel rendszámok a Plates.Gaja.hu-n
- Lengyel rendszámok a License Plates of the World oldalon
- Lengyel rendszámok a PlatesPortalon